# Jim Danforth
Jim Danforth (* 13. Juli 1940 in Ohio, USA) ist ein US-amerikanischer Tricktechniker, der durch den Einsatz von Stop-Motion bekannt wurde.

## Leben
Jim Danforth interessierte sich schon früh für die Tricktechnik im Film. Bei Art Clokey lernte er die Grundlagen des Berufs kennen. Prägend für seine weitere Karriere war die Anstellung bei der Project Unlimited, für die er zwischen 1960 und 1964 arbeitete. Die Firma war für die Spezialeffekte der Filme von George Pal verantwortlich. Mit der Stop-Motion-Technik arbeitete er an den MGM-Produktionen Die Zeitmaschine, Atlantis - Der verlorene Kontinent, Die Wunderwelt der Gebrüder Grimm und Der mysteriöse Dr. Lao. Für den letzten Film erhielt er eine Oscar-Nominierung.
Indirekt kam Danforth mit der Arbeit des Stopp-Motion-Pioniers Willis O’Brien in Berührung, als er von Linwood G. Dunn für Eine total, total verrückte Welt verpflichtet wurde, um die Arbeit des verstorbenen O’Brien weiterzuführen.
Mehrmals trat er in die Fußstapfen des Tricktechnikers Ray Harryhausen. Mit der Project Unlimited arbeitete er an den Spezialeffekten von Der Herrscher von Cornwall, der sich stark an Harryhausens Film Sindbads 7. Reise orientierte. Als Ersatz für Harryhausen verpflichteten ihn die Hammer Films für die Fortsetzung von Eine Million Jahre vor unserer Zeit. Die Spezialeffekte für Als Dinosaurier die Erde beherrschten wurden mit einer Oscar-Nominierung gewürdigt. Mit seinem Vorbild Harryhausen konnte er schließlich in Kampf der Titanen zusammenarbeiten.
Jim Danforth arbeitete seit Robur - Der Herr der 7 Kontinente auch als Miniatur- und Modellbauer in verschiedenen Filmproduktionen mit. Da das Stop-Motion-Verfahren aufgrund der hohen Kosten immer mehr gemieden wurde, trat er seit Als Dinosaurier die Erde beherrschten überwiegend als Matte-Painter in Erscheinung. Mehrmals arbeitete er mit Regisseur John Carpenter zusammen.

## Filmografie (Auswahl)
- 1960: Die Rache des Herkules (La vendetta di Ercole)
- 1960: Die Zeitmaschine (The Time Machine)
- 1961: Atlantis - Der verlorene Kontinent (Atlantis - The Lost Continent)
- 1961: Robur - Der Herr der 7 Kontinente (Master of the World)
- 1962: Der Herrscher von Cornwall (Jack the Giant Killer)
- 1962: Die Wunderwelt der Gebrüder Grimm (The Wonderful World of the Brothers Grimm)
- 1963: Eine total, total verrückte Welt (It's a Mad Mad Mad Mad World)
- 1964: Der mysteriöse Dr. Lao (7 Faces of Dr. Lao)
- 1964: Der große Wolf ruft (Father Goose)
- 1965: Fremde Bettgesellen (Strange Bedfellows)
- 1965: Die Normannen kommen (The War Lord)
- 1966: Unter Wasser rund um die Welt (Around the World Under the Sea)
- 1970: Als Dinosaurier die Erde beherrschten (When Dinosaurs Ruled the Earth)
- 1971: Charlie und die Schokoladenfabrik (Willy Wonka & the Chocolate Factory)
- 1971: Diamantenfieber (Diamonds Are Forever)
- 1973: Die Möwe Jonathan (Jonathan Livingston Seagull)
- 1973: Dark Star – Finsterer Stern (Dark Star)
- 1974: Flesh Gordon (Flesh Gordon)
- 1977: Planet der Monster (Planet of Dinosaurs)
- 1980: Aftermath (The Aftermath), mit Robert Skotak und Dennis Skotak; auch als Schauspieler
- 1981: Kampf der Titanen (Clash of the Titans)
- 1982: Conan der Barbar (Conan the Barbarian)
- 1982: Das Ding aus einer anderen Welt (The Thing)
- 1983: Sahara (Sahara)
- 1984: Die unendliche Geschichte (The NeverEnding Story)
- 1987: Die Fürsten der Dunkelheit (Prince of Darkness)
- 1988: Sie leben (They Live)
- 1990: Die unendliche Geschichte II - Auf der Suche nach Phantásien (The NeverEnding Story II: The Next Chapter)
- 1991: Bugsy (Bugsy)
- 1992: Jagd auf einen Unsichtbaren (Memoirs of an Invisible Man)

## Auszeichnungen
- 1965: Oscar-Nominierung für die besten visuellen Effekte: Der mysteriöse Dr. Lao (7 Faces of Dr. Lao, 1964)
- 1972: Oscar-Nominierung für die besten visuellen Effekte: Als Dinosaurier die Erde beherrschten (When Dinosaurs Ruled the Earth, 1970), gemeinsam mit Roger Dicken
- 1976: Saturn Award für die beste Stopp-Motion-Animation